# Fabien Fasake
Fabien Fasaké, właściwie Fabien Antoine (ur. 24 stycznia 1983 roku Maisons-Laffitte, w regionie Île-de-France, w departamencie Yvelines, we Francji) – francuski piosenkarz.
Urodził się w francusko-wietnamskiej rodzinie jako najmłodszy z trojga dzieci Kim i Cédrica, tancerzy zamieszkałych od 1978 roku w Maisons-Laffitte, w regionie Île-de-France, w departamencie Yvelines. Ma starszego brata Kevina, który został aktorem, i starszą siostrę Sabrinę. Zamieszkał potem wraz z rodziną w Royan, w regionie Poitou-Charentes, w departamencie Charente-Maritime.
Marzył, by zostać w przyszłości realizatorem dźwięku. Trenował przez trzy lata karate. Uczęszczał na kursy teatralne w studio Pigmalion. W 2002 roku studiował ekonomię i socjologię.
W dniu 30 sierpnia 2002 roku wstąpił do słynnego programu Star Academy. Lecz 9 listopada 2002 roku, po wielu nominacjach, opuścił program. Jednak został wybrany do udziału w 'Grand Tour Star Ac'2 i wyjeżdżał na wycieczki, ponad 90 spotkań po całej Francji, Belgii i Szwajcarii.
26 kwietnia 2003 roku ukazał się jego pierwszy singiel "Pas de temps à perdre" (Nie ma czasu do stracenia), który sprzedał się w ponad 40 000 egzemplarzy. 25 listopada 2003 roku trafił do programu Nouvelle Star (Nowa Gwiazda), gdzie wraz z innymi wykonawcami promował singiel "Je viens du pays de l'enfance" (I pochodzić z krajów dzieci) na rzecz UNICEF.